# Posadai csata
A posadai csata (románul: Bătălia de la Posada, Măcelul de la Posada) Károly Róbert magyar király 1330. évi havasalföldi hadjárata alatt november 9-étől négy napon keresztül folyó ádáz csata volt, amely során a magyar király serege vereséget szenvedett I. Basarab havasalföldi fejedelem seregétől. Annak dacára, hogy ez a hadjárat nem tartozik a magyar hadtörténelem legfényesebb eseményei közé, a korabeli krónikás részletes leírását adta az eseményeknek. A magyar történeti ősforrás, a Képes krónika szerzője I. (Nagy) Lajos uralkodása alatt örökítette meg részletesen a történteket. Kálti Márk 1358. május 15-én kezdte el írni krónikáját „egybeszedegettem azt többféle régi krónikákból, kiírtam onnan, ami igaz”. A kódex azonban csonka maradt és befejezetlen, a havasalföldi hadjárat leírásának befejezésénél a sor a mondat közepén megszakad… Hertul fia Miklós a feltételezett miniátor három miniatúrája is illusztrálja a tőrbe csalt magyarok vereségét leíró latin nyelvű krónikaszöveget, bár két, közel azonos kép elkészítését a scriptorok technikai kényszere szülhette.
Olasz iskolára valló, finom rajzolatú képeit csak olyan művész miniátor festhette, aki saját szemeivel látta és jól ismerte a korának magyar, kun és oláh viseleteit.

## A csata helyszíne
A csata a mai Románia területén lehetett, a Magyar Királyság és Havasalföld határán a Déli-Kárpátok egyik hágóján. Az ütközetet a romániai szakirodalom nevezte el „posadai csata” néven. A „posada” szláv átvétel; szorost, átkelőt, átjárót, hágót jelent. A csata elnevezése Nicolae Iorga román történésztől származik, aki a hadiesemény konkrét földrajzi helyét a Törcsvári-szoros területére tette, ahol Podu Dâmboviței mellett valóban létezik egy Posada nevű hely. A magyar és román történeti rekonstrukció szakirodalma a „posadai csata” elnevezést használja. A magyar szakirodalomban a pontos csatahely másodlagos jelentőségű maradt.
A magyar történészek szerint a mészárlással végződő csata helyszíne valószínűleg a Vöröstoronyi-szorosnál volt, amelyben az Olt folyó fut Erdélyből dél felé, Havasalföld irányába, Nagyszebentől mintegy 30 kilométerre, déli irányban.
Egy oklevél, amelyet István mesternek állítottak ki 1345. január 21-én (DL 3604) hasonló helynevet említ egy másik hadieseményről beszámolva „Visszatérvén... Magyarország tájai felé, amikor szűk csapásokon és rendkívül keskeny ösvényeken felkapaszkodtunk a Kárpátok (Alpibus) azon ormára, amelyet a nép Pozatának nevez, és ott az oláhok tömege lesben állt, és az erdők sűrűjéből dögletes fegyverekkel, pusztulást hozó, méregbe mártott nyilakkal (dárdákkal) lövöldözött kíméletlenül követőinkre és alattvalóinkra”

## Előzmények
Károly Róbert 1330-ra megszilárdította a saját hatalmát, és letörte az oligarchák uralmát. 1330 végén a király egyszerre két háborút is indított. A lengyelek megsegítésére küldte az egyik seregét, a másikat pedig maga vezette Havasalföldre. A tatár Arany Horda nomád birodalmának területéből a 14. század folyamán vált ki és szerveződött önálló fejedelemséggé a két román vajdaság a Magyar Királyság keleti és déli határán. A tatárjárást követően kis államok, az úgynevezett oláh kenézségek szerveződtek. A kis államocskák két nagyobb formációba Havasalföld és Moldva területén szerveződtek. Vezető csoportjuk valószínűleg a kun katonai réteg volt, azonban átvehették a vlahok nyelvét és a bizánci kereszténységet. A differenciált és hierarchikusan szervezett vlach és moldáv társadalmak alkalmassá váltak a saját feudális államaik megszervezésére.
Károly Róbert és a Magyar Királyságtól többé-kevésbé vazallusi függőségben álló I. Basarab havasalföldi fejedelem konfliktusa 1324-ben kezdődött, amikor a magyar területeket fosztogató Basarab, a Havasalföldi Fejedelemség és a Basarab-dinasztia alapítója, elfoglalta a Duna partján álló Szörényvárt. Károly elégedetlen volt vazallusának engedetlenségével. Basarab fel akarta számolni a hűbéri függést, és ennek érdekében szövetséget kötött a tirnovói Iván Sándor bolgár cárral. 

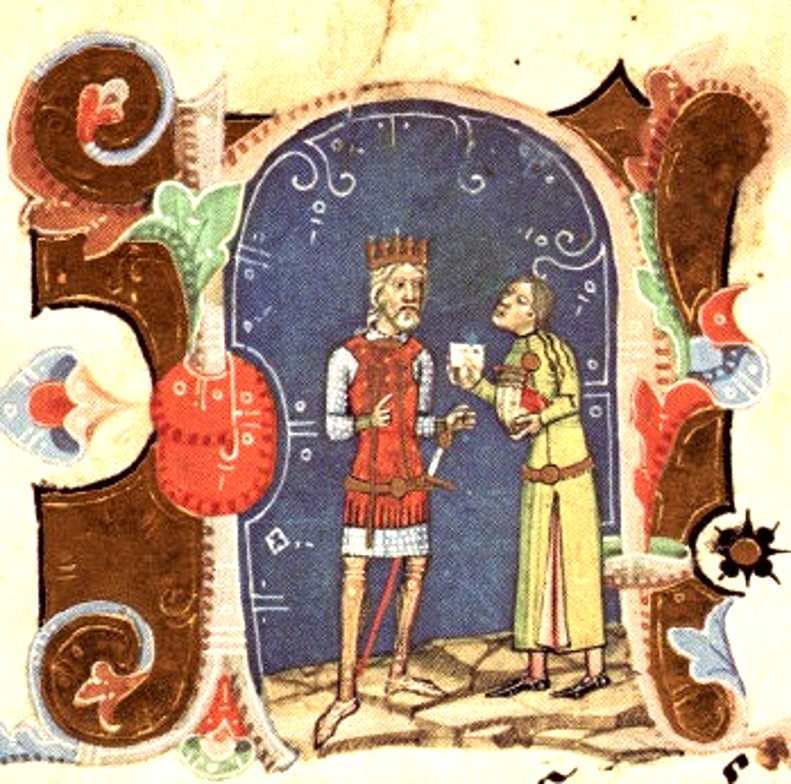
Károly Róbert fogadja a vlahok tisztességes követét és átveszi Bazarád hétezer ezüstmárka kártérítését, miniatúra a bécsi Képes krónika 144. lapján

Szécsényi Tamás erdélyi vajda és Széchy Dénes szörényi bán javaslatára a magyar király személyesen kelt hadra Havasalföld vajdája ellen, seregét megverte, visszaállította a magyar fennhatóságot és kikényszerítette a vajda hűségesküjét. 1330-ban Basarab ismét elérkezettnek látta az időt a magyar függőség felszámolására és ismét magyar területeket foglalt el.
„S elindult a hatalmas sereg, fölkeresni a vajdát hegyei között.” Károly Róbert az év őszén jelentékeny sereggel indult ellene, a visszafoglalt bánság élére Szécsi Dénest nevezte ki, és a hadjárat folytatására készült. A kétszínű vajda azonban kelepcét állított hűbérurának
Az eseményekről részletes beszámolót tartalmaz a Képes krónika „az Úr 1330-ik évében, a király számos sereget gyűjtött össze……”. E szerint Basarab vajda „tisztességes követeket küldött a királyhoz”, akik a Szörényi bánság visszafoglalása után felkeresték a királyt és a vajda nevében hétezer márka ezüstpénzt és rendszeres évi adó fizetését ígérték. Azt is felajánlották, hogy a magyar király Szörényt a jövőben békésen birtokolhatja, és az ígéretek biztosítékául felajánlották, hogy a vajda egyik fiát – túszként – Károly Róbert kezére adja. A király azonban engesztelhetetlen volt, főemberei tanácsa ellenére nem fogadta el az ajánlatot: „Mondjátok meg Bazarádnak: ő az én juhaim pásztora; szakállánál fogva húzom ki búvóhelyéről!” 
A magyar sereg benyomult Havasalföld területére, azonban késő őszre járván az erdős, hegyes, sziklás, kopár vidéken hamarosan élelemhiány lépett fel a seregben. Ekkor Károly Róbert „fegyvernyugvást kötött Bazaráddal: amaz megesküdött, hogy engedelmeskedik a királynak, és biztonságosan hagyja visszatérni embereivel együtt, a helyes utat is megmutatja…”.

## A csata
Basarab útbaigazítói a király seregét egy hegyhasadékba vezették. A színleg meghódolt vajda őszinteségében bízó királyt és hadseregét „Posadánál” egy magas hegyektől körülvett szűk völgyben lesből megtámadták. A szűk, keskeny sziklafalak között kevésbé védhették magukat támadóik ellenében, de el sem menekülhettek előlük. A meredek sziklafalak tetején nagy létszámú oláh sereg elrejtőzve várta a nehéz páncéljaikban vonuló magyar hadoszlopot. A szűk hágó mélyén beszorult seregre két oldalról köveket zúdítottak le és nyilak záporát lőtték rájuk, ami miatt számtalan főúr lelte ott halálát.
Seregével együtt olyan útra jutott, amely körös-körül, mindkét felől meredek sziklákkal volt elrekesztve; elöl pedig, ahol az út tágasabb volt, a vlachok több helyen erősen körülsáncolták gyepűkkel. A királynak és embereinek eszébe se jutott az efféle; fenn a meredeken mindenfelől számlálhatatlan sok vlach futkosott és nyilazott a királyi seregre, mely összeszorult az út mélyén; nem is út volt az, valóságos hajófenék; a tolongás miatt összevissza hullottak a legerősebb paripák a vitézekkel együtt, mert az út egyik oldalán sem tudtak fölkapaszkodni a meredek partra a vlachok ellen, előbbre sem jutottak, mert az elébük rakott gyepűk miatt el nem menekülhettek; beszorultak, mint a halak a varsába, a hálóba.
1330. dec 9 …amikor az ígéreteknek hitelt adó magyarok visszafordultak, s a mindkét oldalról magasan tornyosuló sziklák között vezető úton haladtak, a Bozorad népéhez tartozó vlach harcosok sokasága több ponton eltorlaszolva a kivezető utat, elfoglalt állásaiból minden irányból dühödt támadást intézett a királyi sereg ellen, amelyre ekként paritytyák lövedékei és más fegyverek csapásai zúdultak, ill. kardok csapásai sújtottak, s a vlach nyilak és lándzsák a levágottak vérében részegedtek le, minthogy az elébük emelt akadályba ütköző magyarok sem továbbhaladni nem tudtak, sem menekülésre nem nyílt módjuk, hanem csak - mint a varsában v. hálóban megfogott halak - tehetetlenül vergődtek … (a király) csaknem 25 nemes familiaris-át is elveszítette, ám a küzdőknek a harc csillapodtával sikerült a torlaszfaltól jobb oldali irányban kisiklaniuk, majd gyalogosan szökve hátuk mögött hagyni a kárhozatos csatahelyet …

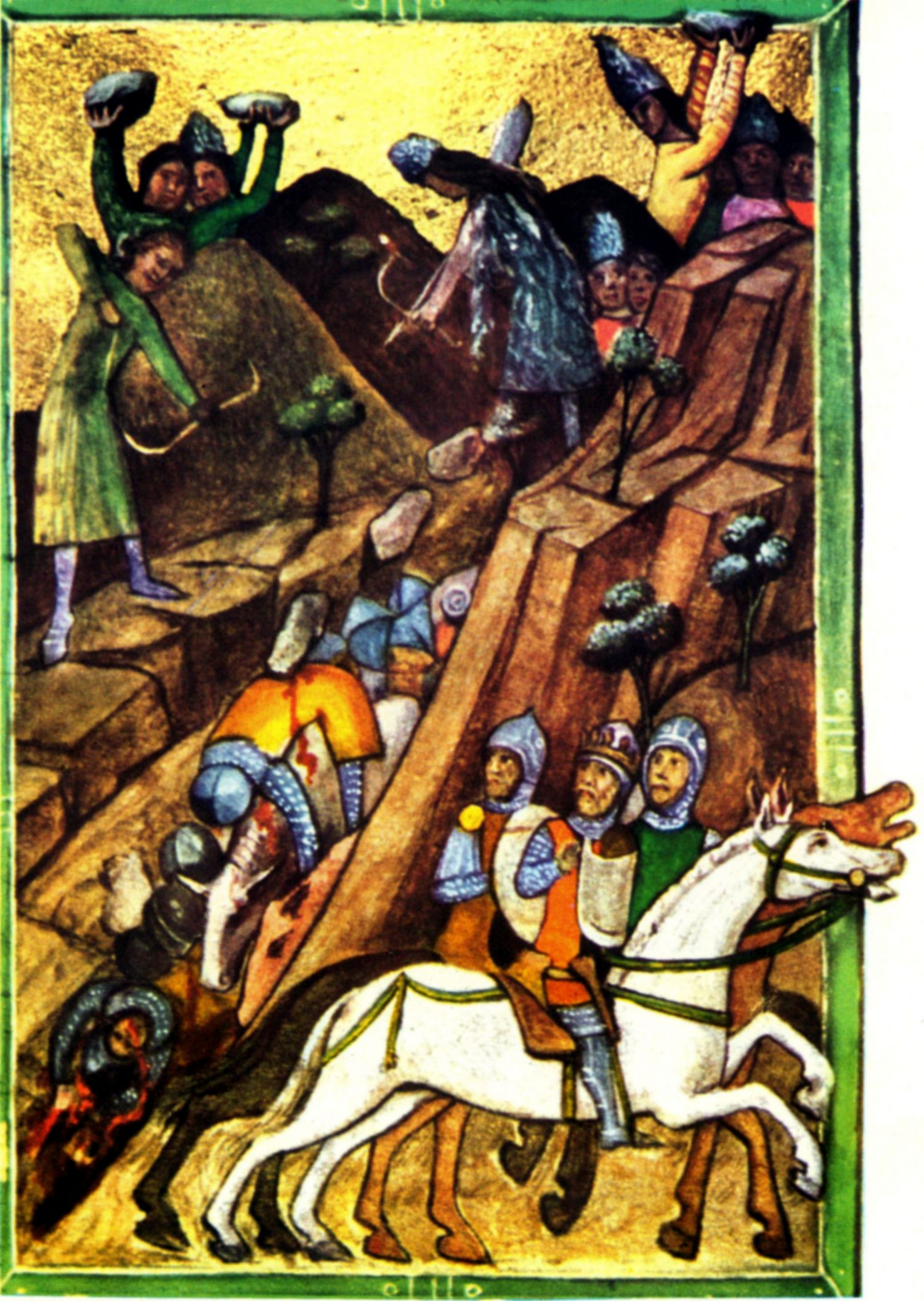
Kucsmát és subát viselő vlachok kő és nyílzáport zúdítanak a csapdába csalt páncélos magyarokra és a díszes csöbörsisakot viselő királyra. Csór Tamás átadja lovát Károly Róbert királynak. A posadai csata ábrázolása, miniatúra a Képes krónika 146. lapján

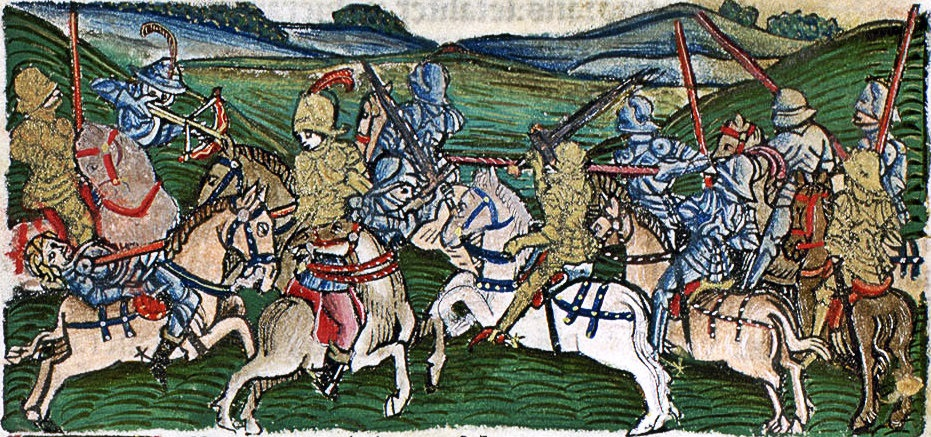
Sisakdíszes lovagok harca. A posadai csata illusztrálása a Thuróczi-krónikában

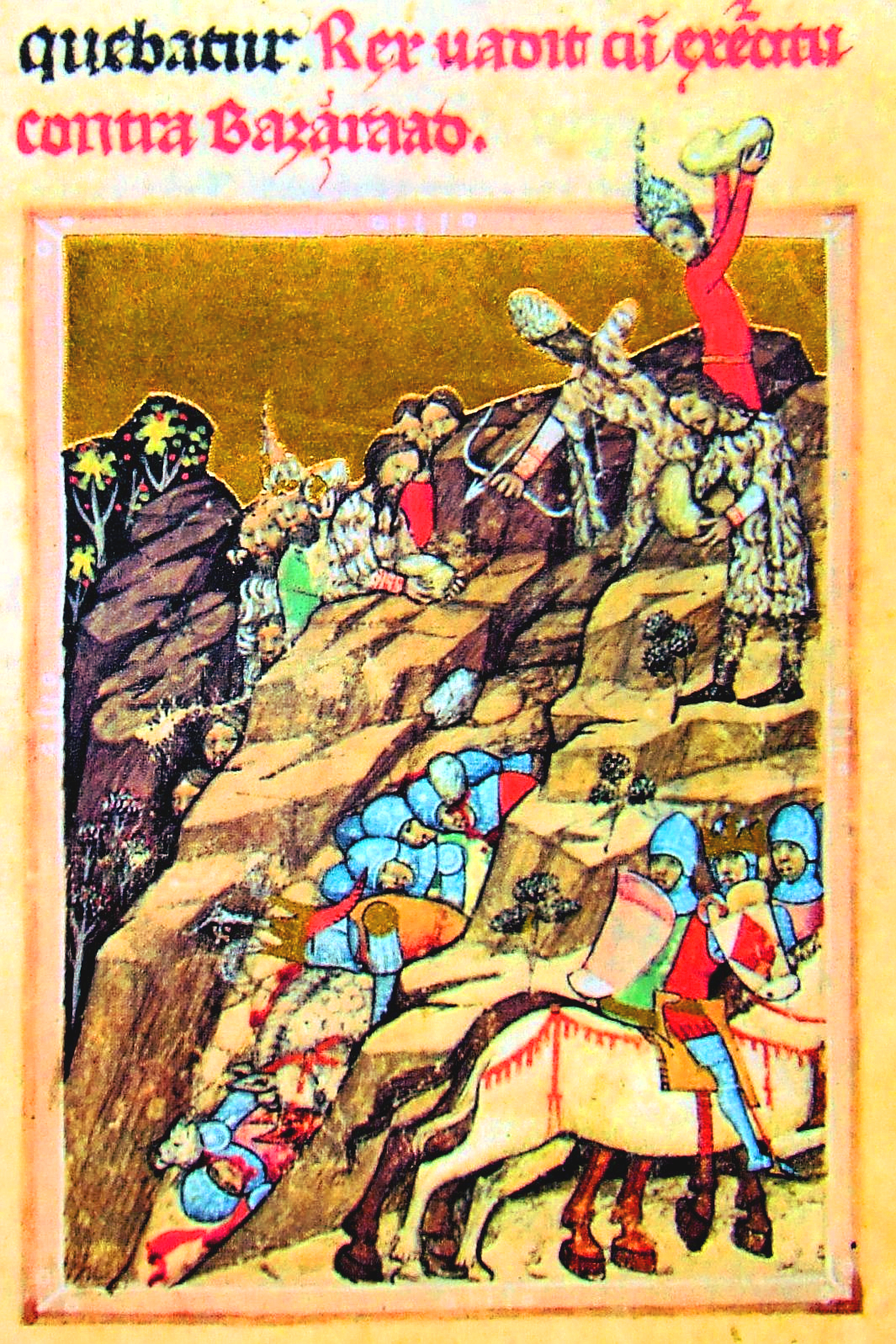
A véres csata jelenete miniatúra a bécsi Képes krónika 143. lapján”

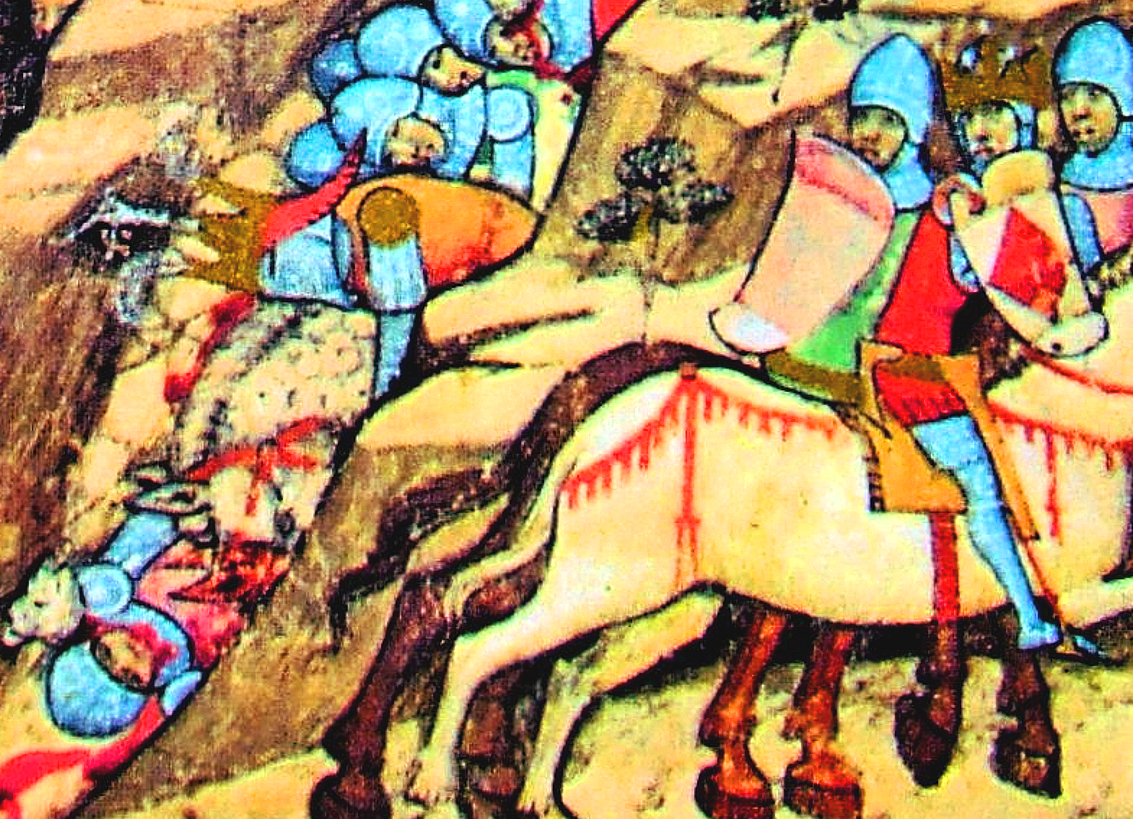
A holtak között az átöltözött Dezső vitéz fején Anjou sisakdísz, páncélos holtteteme a lovával együtt fekszik a sziklagödörben„…kiitták a kegyetlen halál poharát, minthogy nyomorultul sújtották őket főbe, miniatúra részlete a bécsi Képes krónika 143. lapján”

November 9-étől négy napon keresztül tartott a csata a völgykatlanban, amelyben számos magyar világi és egyházi méltóság elesett. De mint a krónika írja „a magyarok által ott megölt vlachok számát csak a furfangos pokolbeli számvető állapíthatta meg”.
Maga a király is csak egy alattvalójának önfeláldozása árán menekülhetett meg. A lovagkorban a páncélsisak ormára címer díszeket tűztek, hogy a lovag felismerhető legyen a csatában. A Képes krónika leírása szerint: „A király pedig elcserélte címeres fegyverzetét, amit azután Dezső, Dénes fia öltött magára…”. Így a havasalföldiek Hédervári Dezsőt hitték a királynak és őt ölték meg. Károly Róbert így is csak nehezen menekült meg néhány híve védelme alatt: Csór Tamás, Csór Péter fia a menekülő királynak, "kinek lova a fáradtságtól már makacskodni kezdett" átadta saját lovát, hogy a király életét megmentse.
A jelentősen megfogyatkozott sereg maradéka és az életben maradt Károly Róbert végül hazajutott Visegrádra. Uralkodása alatt ez volt az egyetlen súlyos veresége. A krónika szerzője szerint „Vitéz és kemény csatákat vívtak a magyarok, mégis megesett ez velük, hogy a folytonos diadalok miatt el ne gőgösödjenek, vagy ha már elkevélyedtek, fenyítést kapjanak, hogy alázatosságot tanuljanak”
Károly egy későbbi levelében így elemzi a havasalföldi hadjáratán történteket: „Midőn az úr 1330. évében havaselvi tartományunk látogatására hadaink egy részével megindultunk, s azt békességesen megjártuk, onnét való visszajövetelünkben Bazarába havaselvi vajdánk felségáruló gonosz szándékkal ravaszul békességes indulatot mutatván, erdős, barlangos vidéken titkos leseiből ellenségesen megtámadta seregünk egy részét.” A posadai csatavesztés eredményezhette, hogy azt követően a magyar királyok csak ritkán viseltek hadat a Kárpátokon túl.

## Következmények
Havasalföld (Țara Românească) megalakulásában és megszületésében döntő szerepet játszott, hogy a kövekkel, dárdákkal és íjakkal felfegyverzett havasalföldi sereg súlyos vereséget mért a magyar király lovagi hadseregére a posadai csatában. A magyar király katonai kudarca következményeként Havasalföld függése a Magyar Királyságtól rövid időre megszűnt, a Szörényi bánság azonban magyar kézen maradt. Basarab fia, Miklós Sándor havasalföldi fejedelem 1344-ben hűbérurának ismerte el Károly Róbert fiát, Nagy Lajost a lovagkirályt.

## A csata ismert résztvevői

### Magyar sereg
Magyar oldalon a csata név szerint 32 ismert résztvevőjéből 13 meghalt, 2 fogságba esett és 1 eltűnt.
- Megmenekült:
  - I. Károly magyar király
  - Csór Tamás csókakői várnagy
  - Kolus, magister (Kolos), királyi apród[7]
- Meghalt:
  - Bátori Lökös[23]
  - Dénes fia Dezső,[24] aki Hédervári (Széchy?) Dénes fiaként került az Anjouk udvarába, majd 1322–1327-ig Erzsébet királyné országbírája, majd 1326 és 1330 között soproni ispán és világosvári várnagy volt, akivel a király címert cserélt[25](felöltötte Károly Róbert vértjét és patkóba harapó struccal[26] díszített sisakját. A sisak ormára tollakat és egyéb díszeket tűztek, hogy a lovag felismerhető legyen a sisakdíszéről a csatában).[27]
- Fogságba esett vagy eltűntnek mondott 
  - Bátori János[7][23]
  - András székesfehérvári prépost, alkancellár – vele együtt elveszett a királyi pecsétnyomó[25]
  - Dema, Lukács fia[7]
  - Nagymártoni Simon fia Lőrincz, Pál országbiró öcscse, zarándi ispán[18]

### Havasalföldi sereg
- Megmenekült:
  - Basarab vajda[28]

## A csata emlékezete

### Magyar
A magyar katonai hagyomány az alapvető katonai erényeket, a bátorságot, az önfeláldozást a középkori lovagi és természetes bátorságként tartja számon. Kétféle bátorságot különböztet meg a hadtudomány, a veszélyhelyzetben fizikai kihívással megküzdő, és ezért bizonyos értelemben ösztönös vagy begyakorolt fizikai erőfeszítéssel is járó bátorságot és a veszélyhelyzetben valamilyen erkölcsi vagy morális cél érdekében a (mentális) félelmet mentálisan uraló, és fizikai erőfeszítéssel sok esetben nem járó bátorságot. Hasonló volt ehhez a posadai szorosban Csór Tamás bátor és áldozatkész tette is, amikor átadta lovát a csatából menekülő Károly Róbert királynak. »Dezső vitéz« tette és alakja is erősíti ezt a hagyományt, a címeres sisakjának, páncéljának és fegyverének önzetlen kicserélése Károly királlyal, hogy a vlachok azt higgyék, ő a király. Ezt a jelenetet örökítette meg a 19. században a történelmi tárgyú festményeivel ismertté vált Molnár József festőművész a Dezső vitéz önfeláldozása Károly Róbertért című festményén. Hédervári Dezsőnek, Sopron vármegye ispánjának önfeláldozása, a hazafias hősiesség és nemeslelkűség szimbolikus példaképévé vált.

### Román
A csata helyszínének a román történettudomány a mai napig Nicolae Iorga történész által kitalált Posada nevű helyet tartja, ami számtalan vita forrása a mai napig a román történészek között. A csatát Romániában egyesek Havasalföld (Tara Romaneasca) létrejöttének tartják, ahol egy fiatal államnak, fegyveres parasztokkal, lándzsákkal és kövekkel, sikerült legyőznie a magyar nemesek páncélba öltözött hadseregét.

## Megjegyzések

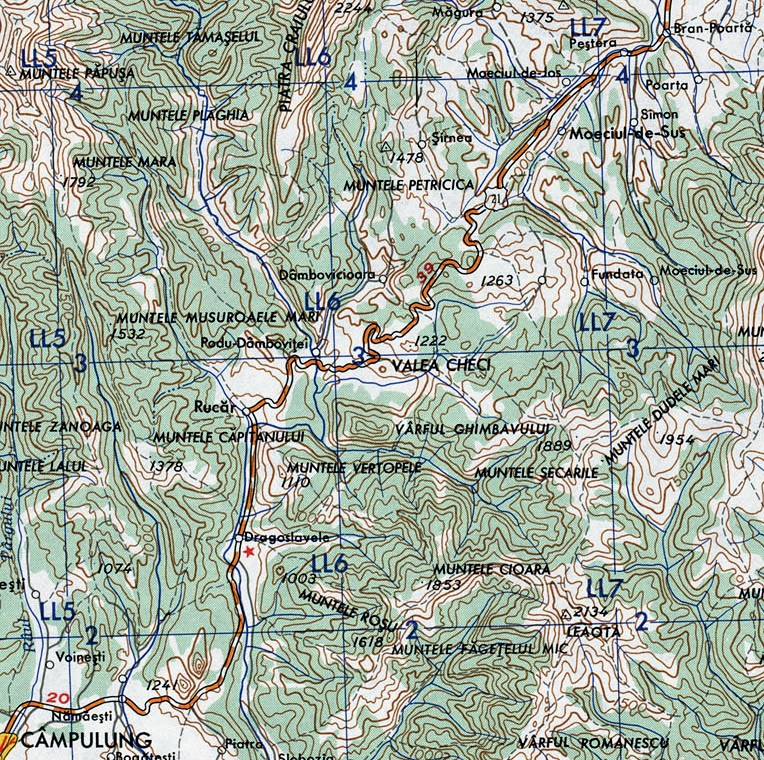
A csata elnevezése Nicolae Iorga román történésztől származik, aki a csata konkrét helyét Hosszúmező (Câmpulung) és Törcsvár (Bran) közé tette, ahol létezik egy Posada nevű helység